# 제임스 맥어보이
제임스 앤드루 맥어보이(영어: James Andrew McAvoy 제임스 매커보이[*], /ˈmækəvɔɪ/, 1979년 4월 21일)는 스코틀랜드의 배우이다. 맥어보이는 1995년 《The Near Room》을 통해 데뷔했고, 2000년대 말까지 텔레비전 출연이 주를 이뤘다. 널리 알려진 텔레비전 작품으로 드라마 스테이트 오브 플레이, 성인 코미디 드라마 셰임리스, 공상 과학 드라마 듄의 후예들이 있다. 스크린 연기 이외에도 맥어보이는 Three Days of Rain (2009), 맥베스 (2013)과 같은 연극 무대에도 올랐다. 또한 2011년 애니메이션 영화 《노미오와 줄리엣》과 《아더 크리스마스》에서 더빙을 맡았다.
2003년 맥어보이는 제러미 우딩 감독이 셰익스피어의 로미오와 줄리엣을 재구성한 영국, 인도 합작 영화 《발리우드 퀸》에 주연으로 출연했다. 이를 계기로 2005년 《나니아 연대기: 사자, 마녀, 그리고 옷장》에 조연 미스터 툼누스로 출연했다. 2006년에는 케빈 맥도널드의 드라마 영화 《라스트 킹》에 출연해 여러 시상식에서 후보로 지명되었다. 2007년에는 로맨틱 드라마 전쟁 영화 《어톤먼트》에 출연해 평론가들로부터 극찬을 받으며 골든 글로브상 후보, 두 번째 영국 아카데미 영화상 후보로 지명되었다. 2008년에는 액션 스릴러 영화 《원티드》에 안젤리나 졸리와 대립하는 역할로 출연했다.
이후 2011년 슈퍼히어로 영화 《엑스맨: 퍼스트 클래스》에서 젊은 찰스 자비에 교수로 출연해 주목을 받았으며, 2014년 《엑스맨: 데이즈 오브 퓨처 패스트》에 다시 출연했다. 맥어보이는 2013년 범죄 코미디 드라마 영화 《필스》에 출연해 영국 독립 영화상에서 남우주연상을 수상했다.

## 젊은 시절과 가족
맥어보이는 스코틀랜드 글래스고에서 정신과 간호사인 엘리자베스와 건축업자인 제임스 맥어보이 시니어 사이에서 태어났다. 어린 시절 로마 가톨릭교를 믿고 자랐다. 부모님들은 일곱 살때 이혼했는데, 당시 힘들었다고 한다. 건강이 좋지 못한 어머니는 맥어보이를 글래스고 드럼채플 근처의 연립 임대주택에서 살고 있던 부모님 마리와 버쳐 제임스 존스톤에게 보내는 것이 좋다고 판단했고, 이후 맥어보이는 외할아버지와 외할머니 손에서 자라게 되었다. 어머니는 드럼채플에 가끔씩 들렸다. 맥어보이 역시 배우가 된 이후에도 주기적으로 외조부모님을 만나러 갔다. 형제자매로는 여동생 조이 맥어보이와 의붓형제 도널드가 있다. 아버지와는 어릴 때 이후로 연락하지 않는다고 한다. 맥어보이는 글래스고의 조단힐에 있는 성 토마스 아퀴나스 스쿨이라는 가톨릭 계통 학교를 다녔으며, 실제로 가톨릭교 사제가 될 생각까지 하고 있었다. 2006년 인터뷰에서 그가 신부가 되고 싶었던 이유 중 하나는 자유롭게 여행을 하고 싶었기 때문이라고 한다. 가톨릭 학교를 다니는 동안 지역 제과점에서 일했다.

## 경력

### 초기 경력
맥어보이는 15살때 《The Near Room》 (1995)에 출연하면서 데뷔했다. 나중에 이 영화를 찍을 당시에는 연기에 그다지 흥미가 없었지만, 함께 출연한 얼라나 브레이디와 서로 감정을 나눈 이후로 이후로 일종의 영감을 얻었다. 그는 PACE 연극 컴퍼니 단원으로 있으면서 연기 활동을 이어갔다. 2000년에는 스코틀랜드 왕립 예술원을 졸업했다. 2000년대 초반, 텔레비전 드라마에서 단발성 출연을 이어가다가 곧이어 영화 작업도 시작했다. 2001년에는 연극 Out in the Open에서 게이 허슬러 역으로 출연해 성공적으로 끝냈다. 연극의 제작자 조 라이트는 맥어보이에게서 깊은 인상을 받았고 이후 나올 영화에 출연을 제의했다. 하지만 6년 뒤 작품을 함께 할때까지 계속 거절했다.
이후 런던의 돈마 웨어하우스 극장에서 열린 연극 Privates on Parade에 출연했으며, 이 때 제작자 샘 멘디스의 주목을 끌었다. 또한 2001년 밴드 오브 브라더스에 출연했다. 제2차 세계 대전을 그린 이 11시간 짜리 미니시리즈는 스티븐 스필버그와 톰 행크스가 총 제작자로 참여했다. 미래에 맥어보이의 동료가 되는 마이클 패스벤더도 버튼 "팻" 크리스텐슨 역으로 이 미니시리즈에 출연했으며, HBO에서 방영되었다. 2002년에는 동명의 책을 원작으로 한 드라마 White Teeth에 출연해 평론가들로부터 호평을 받았다.
2003년 맥어보이는 프랭크 허버트의 소설을 각색한 미니시리즈 듄의 후예들에 출연했다. 미니시리즈는 사이파이에서 방영되었는데, 해당 채널에서 가장 높은 시청률을 기록했다. 2003년 스테이트 오브 플레이에서 방탕한 기자 역할로 출연한 이후 많은 케이블 작품들이 들어왔다. 좋은 평가를 받은 이 6부작 영국 드라마는 한 젊은 여인의 죽음을 둘러싼 한 언론사의 수사과정에 대해 풀어낸 이야기이며, BBC One에서 방송되었다. 시카고 트리뷴은 꼭 봐야만 하는 프로그램으로 꼽으며 스테이트 오브 플레이의 연기자들을 칭찬했다. 2002년 맥어보이는 로미오와 줄리엣와 빈디를 기반으로 만든 뮤지컬 웨스트 사이드 스토리를 원작으로 한 《발리우드 퀸》 촬영을 시작했다. 영화는 문화적 충돌에 부딪힌 불행한 연인을 다뤘으며, 2003년 선댄스 영화제에서 처음 선보인 뒤 2003년 10월 17일 영국 극장에서 개봉되었다. 2004년에는 커스틴 던스트가 주연으로 출연하는 로맨틱 코미디 영화 《윔블던》에 조연으로 출연했다. 다음 영화로 신화 판타지 영화 《스트링》에서 핼이라는 캐릭터의 영어판 더빙을 맡았다. 2004년 또 다른 작품으로 데이미언 오도널 감독의 작품으로 아일랜드에서 제작한 《인사이드 아임 댄싱》에 출연했다. 맥어보이는 듀센 근이영양증(DMD)에 걸린 개성있는 역할을 연기했다.

### 성공

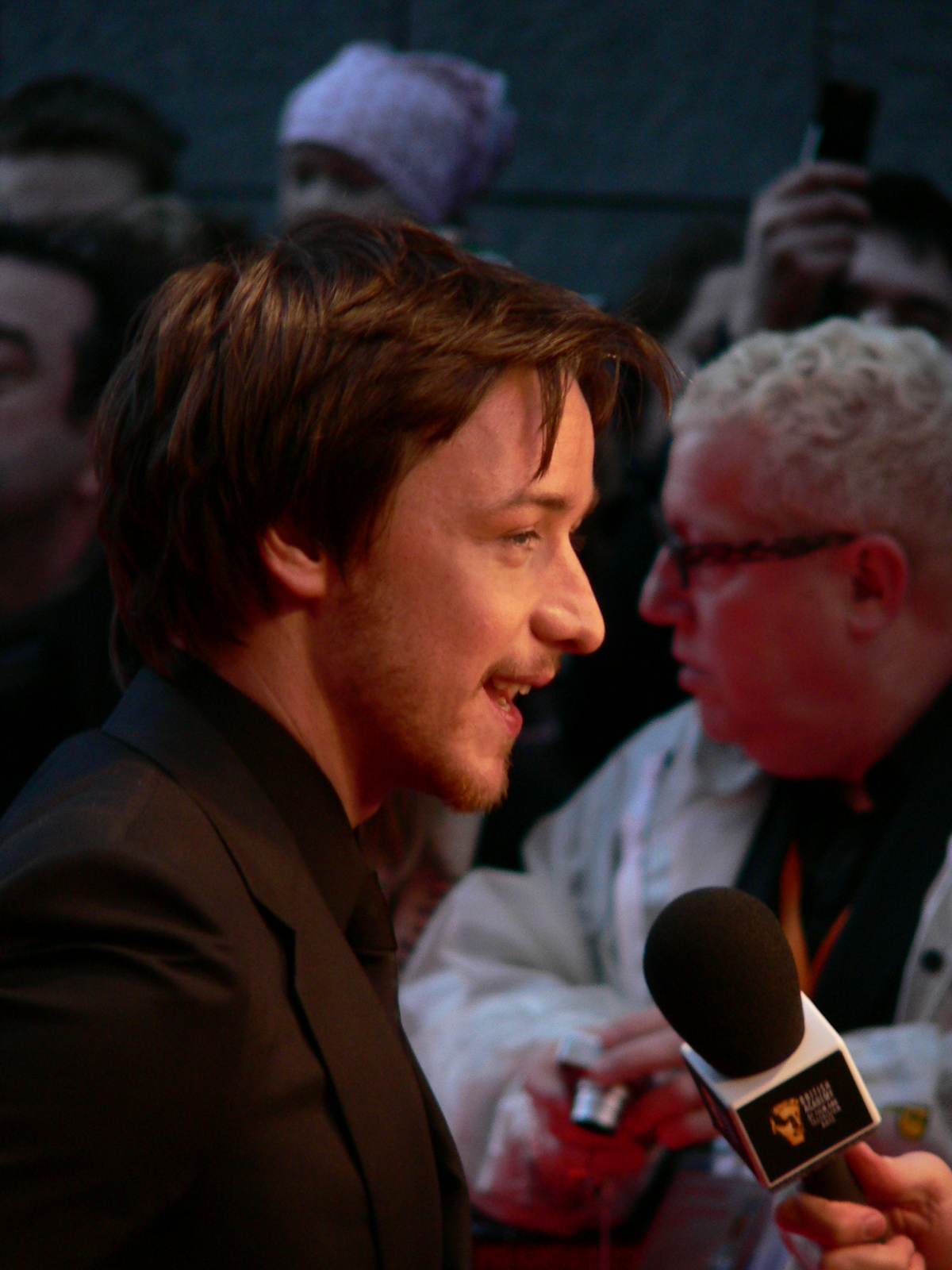
2007년 BAFTA에서 맥어보이.

맥어보이는 2004년 셰임리스 처음 두 시즌에 스티브 맥브라이드 역으로 출연했다. 영국 아카데미 영화상(이하 BAFTA) 수상작이기도 한 이 프로그램은 맥어보이의 경력에 있어 결정적인 역할을 했다. 이후 2005년 월트 디즈니 픽처스의 《나니아 연대기: 사자, 마녀, 그리고 옷장》에 출연하면서 대중적으로 이름을 알리게 된다. 영화는 앤드루 애덤슨 감독이 C. S. 루이스의 아동 소설을 기반으로 제작했는데, 맥어보이는 루시 페벤시(조지 헨리 분)의 친구인 파우누스 미스터 툼누스 역할로 출연했다. 12월 9일 영국에서 개봉해 주말동안 498개관에서 870만 파운드를 벌며 박스오피스 1위로 시작했다. 《나니아 연대기》는 세계적으로 4억 6,300만 파운드를 벌어들여 역사상 41번째로 흥행한 영화로 기록되었다. 성공적인 한 해를 보낸 맥어보이는 1980년대 중반 University Challenge 퀴즈 팀을 꾸려 우승한 괴짜 대학생 브라이언 잭슨 역으로 《스타트 포 텐》에 출연했다. 작가인 데이비드 니컬스가 당시 가지고 있던 동명의 책 Starter for Ten으로 시나리오를 짰다. 이 영미합작 영화는 11월 10일 영국에서 개봉했다. 리뷰들을 총합하여 퍼센트로 점수를 매기는 리뷰 웹사이트 로튼 토마토에서 75개의 리뷰를 바탕으로 89%라는 점수를 받았다. 이렇게 긍정적인 반응에도 불구하고 제작비 570만 파운드도 모두 회수하지 못한채 흥행에 실패했다.
배우 포리스트 휘터커는 감독 케빈 맥도널드에게 저예산 영화 《라스트 킹》의 주연 니컬러스 개리건 역으로 맥어보이를 추천했고, 이 영화는 이후 아카데미상을 수상한다. 니컬러스 개리건은 우간다에서 봉사 중 그곳의 통치자 이디 아민의 주치의가 되는 스코틀랜드 의사 역할이다. 이 영화는 아민의 통치 중 일어난 실제 사건을 기반으로 만들어졌지만, 세부 사항은 허구적 요소와 자일스 포든의 1998년 명작 소설에서 일부를 가져왔다. 맥어보이는 자신이 맡은 역할을 "완전히 이기적이고 기분 나쁜 놈"이라고 평가했다. 맥어보이는 가장 어려웠던 장면인 고문신 첫 번째 테이크에서 촬영 도중 기절했다. 이 영화로 BAFTA 스코틀랜드 어워드에서 최고의 배우상을 받았으며, 영화는 주요 부문을 휩쓸었다. 그리고 BAFTA 남우조연상 후보에 올랐다. 이 외에도 영화 자체로 올해의 영국 영화상을 포함해 세 개의 상을 받았다. 영화의 여러 수상과 함께 맥어보이의 연기에 대한 찬사도 이어졌다.
뒤를 이어 제인 오스틴이 소설가로 데뷔하기 이전의 삶을 묘사한 시대극 《비커밍 제인》에서 제인 오스틴을 흠모하는 아이랜드 출신 변호사 톰 르프로이 역을 맡았다. 다음 작품으로 2006 토론토 국제 영화제에서 처음 선보인 《페넬로피》에 출연했다. 리즈 위더스푼과 함께 공동 주연으로 출연했으며, 호불호가 갈린 평가를 받았다. 그리고 《어톤먼트》에 경력의 돌파구가 되는 역할을 맡게된다. 이 영화는 이언 매큐언의 동명의 소설을 조 라이트 감독이 각색한 로맨틱 전쟁 영화로, 세실리아 (키이라 나이틀리 분)와 로비 (맥어보이 분)의 사랑과 그들의 삶에 중점을 맞추었다. 이들은 세실리아의 질투 많은 여동생 브라이어니 (시어셔 로넌 분)가 로비를 범죄자로 몰며 이별하게 된다. 맥어보이는 대본을 보자마자 "놀랍도록 멋진 역할이다. 정말 하고 싶다"고 말했다. 맥어보이는 영화에 대해 굉장히 슬프지만 좋은 경험이었다고 한다. 또한 관객들에게 깊은 슬픔의 감정을 느껴보게 되기를 바란다고 전했다. 《어톤먼트》는 2007년 토론토 국제 영화제와 베니스 영화제에서 처음 상영되었고, 가장 극찬을 받은 영화중 하나였다. 또한 BAFTA에서 14개 부문, 아카데미상에서 7개 부문에 후보로 오르는 등 여러 권위 있는 시상식에서 거론되었다. 제임스 맥어보이와 키이라 나이틀리는 둘다 제65회 골든 글로브상에서 후보로 올랐다. 게다가 비평가들로부터도 높은 찬사를 받았으며 메타크리틱에서 85점의 긍정적인 평가를 받았다. 더 할리우드 리포터의 레이 베넷은 "매력적이며 카리스마 있는 연기를 보여줬다"고 말했다.

### 원티드 이후

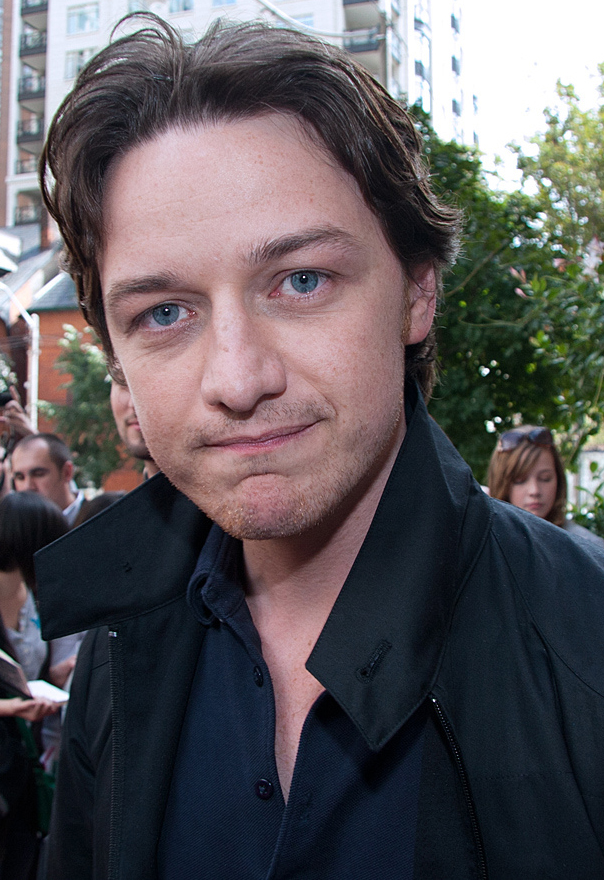
2010년 토론토 국제 영화제에서 맥어보이.

맥어보이의 경력에서 가장 눈에 띄는 행보 중 하나는 안젤리나 졸리, 모건 프리먼과 함께 액션 영화 《원티드》에 출연한 것이다. 맥어보이는 게으른 젊은 미국인이었으나, 전설의 암살자 중 한 명의 후계자라는 사실을 알게 되고 교육을 받아가기 시작한 웨슬리 깁슨 역을 맡았다. 이 역할을 위해 스크린 테스트를 했을 때 제작사 측에선 그가 전형적인 할리우드 액션배우처럼 생기지도 않고 몸도 좋지않아 거절 의사를 표현했었다. 나중에 다시 요청을 받아 그 역할을 맡게 되면서 맥어보이는 자신이 "작은 고추지만 맵다"는 이미지를 주었을 것이라고 생각했지만, 사실은 제작사에서 뭔가 괴짜같은 이미지를 원했기 때문이었다. 영화를 촬영하면서 발목이 삐거나 무릎을 다치는 등 여러 부상을 입었다. 그럼에도 불구하고 영화 촬영은 유익한 시간이었다고 한다. 맥어보이는 이전까지 이런 장르의 영화를 찍은 적이 없었는데, 《원티드》는 그의 다양한 면을 좀 더 부각시켜줄 좋은 기회라고 생각했다. 《원티드》는 마크 밀러의 동명 원작 만화책을 기반으로 만들어졌으며 2008년 6월 세계적으로 개봉되었다. 영화는 언론으로부터 좋은 평가를 받았다. 《원티드》는 7,500만 달러의 제작비로 3억 4,100만 달러의 수익을 거두면서 흥행에 성공했다. 다음 작품으로 유명한 작가 레프 톨스토이의 말년을 다룬 《톨스토이의 마지막 인생》 (2009)에 출연했는데, 맥어보이의 부인 앤마리 더프와 함께 출연했다. 이 영화는 미국에서만 많지 않은 극장에서 개봉했다. 함께 나왔던 헬렌 미렌, 크리스토퍼 플러머는 많은 비평가들의 주목을 받았으며, 맥어보이는 새틀라이트상 남우조연상 후보에 올랐다. 같은 해 텔레비전 애니메이션 Angelina Ballerina: The Next Steps에서 안젤리나의 아빠 모리스 모셀링 역으로 목소리 출연했다.
2009년 그는 또한 Three Days of Rain으로 무대에도 얼굴을 내밀었다. 그리고 2011년에는 애니메이션 영화 《노미오와 줄리엣》에서 캐릭터 성우를 맡았다. 이 영화는 윌리엄 셰익스피어의 비극 중 하나인 로미오와 줄리엣을 새롭게 재해석한 애니메이션이다. 같은 해에 로버트 레드퍼드의 《음모자》에서는 링컨의 암살에 공모한 자를 마지못해 변호하는 이상주의적 영웅의 역할을 맡았다. 이 영화는 2010년 토론토 국제 영화제에서 프리미어를 가졌다. 이 영화가 다양한 반응을 얻는 와중에 비평가들은 맥어보이의 연기를 찬양했다. 오언 글라이버먼의 평가에 따르면 그는 이 영화가 불편하고 지루했으나 맥어보이의 존재감만큼은 아주 괄목할 수준이었다고 말했다.
2010년 중반, 맥어보이는 《엑스맨: 퍼스트 클래스》에서 뮤턴트들을 이끄는 리더이자 텔레파시를 사용하는 슈퍼히어로 프로페서 X 역에 캐스팅되었다. 마블 코믹스의 원작을 기반으로 이루어지고 있으며 이전 영화시리즈들의 프리퀄인 이 영화에는 마이클 패스벤더, 제니퍼 로런스, 케빈 베이컨 등이 함께 기용되었다. 영화는 기본적으로 쿠바 미사일 위기를 소재로 하며 프로페서 X와 매그니토, 그리고 기존 그룹들과의 관계에 중점을 맞추고 있다. 맥어보이는 어린 시절 원작 만화책들에는 그다지 친숙하지 않았지만 애니메이션의 팬이었다고 한다. 2011년 6월 1일에 영국에 개봉되었으며 이 영화는 개봉 첫주에 5백만 파운드를 벌어들이며 박스오피스 1위를 차지했다. 영화에 대한 평들은 호의적이었다.

## 사생활
2006년 10월에 코미디 드라마에서 함께 출연한 여배우 앤마리 더프와 결혼하였고, 2010년 6월에 아들이 태어났다. 하지만 2016년 5월에 이혼을 하였다.
2006년 《라스트 킹》을 찍으며 우간다의 상황을 보게 된 이후 영국적십자단체의 서포터로서도 참여하고 있다.

## 출연 작품

### 영화
| 연도 | 제목                                  | 역할                          | 비고                            |
| ---- | ------------------------------------- | ----------------------------- | ------------------------------- |
| 1995 | The Near Room                         | 케빈 세비지                   |                                 |
| 1997 | An Angel Passes By                    | 지역 소년                     | 단편 영화                       |
| 1997 | 리제너레이션                          | 안토니 밸푸어                 | Behind the Lines로도 알려짐     |
| 2001 | 더풀 - 인티머데이션                   | 마이크                        | The Pool으로도 알려짐           |
| 2003 | 브라이트 영 씽                        | 밸케른 백작                   |                                 |
| 2003 | 발리우드 퀸                           | 제이                          |                                 |
| 2004 | 윔블던                                | 칼 콜트                       |                                 |
| 2004 | 스트링                                | 할 타라                       | 목소리                          |
| 2004 | 인사이드 아임 댄싱                    | 로리 오쉐어                   | Rory O'Shea Was Here로도 알려짐 |
| 2005 | 나니아 연대기: 사자, 마녀 그리고 옷장 | 미스터 툼누스                 |                                 |
| 2006 | 라스트 킹                             | 닥터 니콜라스 개리건          |                                 |
| 2006 | 스타트 포 텐                          | 브리안 잭슨                   |                                 |
| 2007 | 비커밍 제인                           | 토마르 리프로브               |                                 |
| 2007 | 페넬로피                              | 조니 마틴 / 맥스 캠피언       |                                 |
| 2007 | 어톤먼트                              | 로비 터너                     |                                 |
| 2008 | 원티드                                | 웨슬리 깁슨                   |                                 |
| 2009 | 톨스토이의 마지막 인생                | 발렌틴 불가코프               |                                 |
| 2011 | 노미오와 줄리엣                       | 노미오                        | 목소리                          |
| 2011 | 음모자                                | 프레더릭 에이큰               |                                 |
| 2011 | 엑스맨: 퍼스트 클래스                 | 찰스 사비에 교수              |                                 |
| 2011 | 아더 크리스마스                       | 아더                          | 목소리                          |
| 2013 | 테이크 다운                           | 맥스 루윈스키                 |                                 |
| 2013 | 트랜스                                | 시몬 뉴턴                     |                                 |
| 2013 | 필스                                  | 브루스 로버트슨               |                                 |
| 2014 | 머펫 모스트 원티드                    | 상품 배달원                   | 카메오                          |
| 2014 | 엑스맨: 데이즈 오브 퓨처 패스트       | 찰스 사비에 교수              |                                 |
| 2014 | 엘리노어 릭비                         | 코너 러들로                   |                                 |
| 2015 | 프랑켄슈타인                          | 빅터 프랑켄슈타인             |                                 |
| 2016 | 엑스맨: 아포칼립스                    | 찰스 사비에 교수              |                                 |
| 2016 | 23 아이덴티티                         | 케빈 웬들 크럼 / 더 호드      |                                 |
| 2017 | 아토믹 블론드                         | 데이빗 퍼시벌                 |                                 |
| 2017 | 서브머전스                            | 제임스 무어                   |                                 |
| 2018 | 데드풀 2                              | 찰스 자비에 교수              | 언크레딧 카메오                 |
| 2018 | 셜록 놈즈                             | 노미오                        | 애니메이션                      |
| 2019 | 글래스                                | 케빈 웬들 크럼 / 더 호드      |                                 |
| 2019 | 엑스맨: 다크 피닉스                   | 찰스 자비에 교수 / 프로페서 X |                                 |
| 2019 | 그것: 두 번째 이야기                  | 빌 덴브러                     |                                 |
| 2021 | 마이 선                               | 에드몬드 머레이               |                                 |
| 2024 | 스픽 노 이블                          | 패트릭 필드                   |                                 |

### 텔레비전
| 연도    | 제목                               | 역할                  | 비고                         |
| ------- | ---------------------------------- | --------------------- | ---------------------------- |
| 1997    | 더 빌                              | 게빈 도날드           | "Rent" 편                    |
| 2001    | 밴드 오브 브라더스                 | 제임스 밀러 이병      | 미니시리즈 "Replacements" 편 |
| 2001    | 로나 둔                            | 블록스햄 병장         | 텔레비전 영화                |
| 2001    | Murder in Mind                     | 마틴 보스퍼           | "Teacher" 편                 |
| 2002    | White Teeth                        | 조쉬 말펜             | 2회분                        |
| 2002    | The Inspector Lynley Mysteries     | 고완 로스             | "Payment in Blood" 편        |
| 2002    | 포일의 전쟁                        | 레이 프리처드         | "The German Woman" 편        |
| 2003    | 듄의 후예들                        | 레토 아트레이디스 2세 | 3회분                        |
| 2003    | 스테이트 오브 플레이               | 댄 포스터             | 6회분                        |
| 2003    | Early Doors                        | 리암                  | 4회분                        |
| 2004-05 | 셰임리스                           | 스티브 맥브릿지       | 13회분                       |
| 2005    | ShakespeaRe-Told                   | 조이 맥베스           | "Macbeth" 편                 |
| 2009    | Angelina Ballerina: The Next Steps | 모리스 모우셀링       | 목소리 애니메이션 시리즈     |